# Henry Stimson
Henry Lewis Stimson (New York, 21 settembre 1867 – Long Island, 20 ottobre 1950) è stato un politico statunitense.
Fu Segretario di stato americano dal 1929 al 1933 e Segretario alla guerra dal 1940 al 1945.

## Biografia
Henry L. Stimson comparve sulla scena politica americana soltanto nel 1911, come segretario alla guerra. Nel 1917 fece parte, come colonnello, del corpo di spedizione americano in Francia. Dieci anni dopo, una difficile missione di mediatore nel Nicaragua, lo mise di nuovo in vista, procurandogli la nomina a governatore generale delle Filippine, dove riuscì a creare un profondo spirito di collaborazione tra i capi politici.
Dal 1929 al 1933 assunse le funzioni di segretario di stato sotto la presidenza di Herbert Hoover ed è in quel periodo che si occupò di negoziare con successo gli accordi per i debiti interalleati. Nel 1930 fu a capo della delegazione americana alla conferenza navale di Londra e nel 1932 diresse la conferenza di Ginevra sul disarmo. L'anno successivo si ritirò a vita privata pur continuando a seguire gli avvenimenti politici. Nella seconda guerra mondiale dimostrò tutto il suo valore ed ebbe una parte importante nell'andamento delle operazioni a fianco di Roosevelt. È stato membro della Pilgrims Society e del Council on Foreign Relations. È morto nel 1950.

### Dottrina Stimson
In seguito all'invasione giapponese della Manciuria, Stimson formulò la cosiddetta "Dottrina Stimson", in base alla quale gli Stati Uniti dichiararono di non riconoscere come legittima l'acquisizione di un qualsiasi territorio avvenuta facendo ricorso alla forza.